# 香念寺
香念寺（こうねんじ）は、東京都葛飾区にある浄土宗の寺院。

## 歴史
天正年間（1573年-1592年）、了達によって開山された。開基の高内氏が庵を了達に寄進したのが当寺の起源である。元禄年間（1688年-1704年）に西念寺の末寺となった。
1980年代初期まで、当寺は長らく茅葺屋根の本堂の寺として知られていた。その後取り壊し、1986年（昭和61年）に新たに瓦葺きの本堂を落慶させた。この新本堂落慶を契機に寺運も興隆したとのことである。

## 交通アクセス
- 亀有駅より徒歩9分（経路案内）。